# گیاه‌پارچ نورثیانا
گیاه‌پارچ نورثیانا (نام علمی: Nepenthes northiana)، یک گونه از سرده گیاه‌پارچ‌ها است.